# 滨海新区历史
滨海新区，自1980年代天津市开始“工业东移”大规模开发，1994年成为天津市重点建设的城市新区，2006年成为国家级新区，至2009年由经济区转型为行政区。
1994年3月，天津市决定在天津经济技术开发区、天津港保税区的基础上“用十年左右的时间，基本建成滨海新区”。经过天津市10余年自主发展后，滨海新区在2005年开始被写入“十一五”规划并纳入国家发展战略，成为国家重点支持开发开放的国家级新区。2009年，天津市撤销滨海新区所涵盖的塘沽区、汉沽区、大港区，将其合并为新的行政区，标志着滨海新区由经济区成为独立的行政区划。

## 古代
滨海新区的前身由大港、汉沽、塘沽三地组成，滨海新区历史上曾是退海之地，历史可追溯到千年前的港湾与盐田。塘沽地跨海河两岸，历史上长期南北分治。北宋末期，南岸地区属河北路沧州清池县，北岸属辽南京道析津府武清县。金代初沿宋制，贞元元年（1155年）北岸属中都路大兴府香河县，大定十二年（1172年）改属宝坻县，南岸隶属不变。元朝时期，南岸仍属清池县，北岸属燕京路大兴府宝坻县，至元十一年（1274年）改属大都路总管府宝坻县。明朝永乐二年（1404年），南岸属河间府沧州静海县，北岸属顺天府通州宝坻县。清朝初沿袭明制，南岸属天津府天津县，北岸属顺天府宁河县。1914年，南岸属津海道天津县，北岸属京兆特别区宁河县。1922年设塘沽里公所，1935年改设镇公所。抗日战争时期，南北岸分别隶属日政权天津县公署与宁河县公署，后属津海道与冀东道。1949年1月17日后，南北合治设为塘大区，1952年改称塘沽区。
汉沽在汉朝时期因煮盐而兴，属渔阳郡雍奴县。北魏时期属泉州县，唐朝属范阳节度使武清县，五代属幽都卢龙军香河县，金代属中都路大兴府宝坻县。清朝雍正九年（1731年）划归直隶省顺天府东路厅宁河县。1948年12月14日解放，1949年3月设汉沽特别区，属冀东十五专署，同年10月撤区置镇，属河北省天津专署。1954年1月设汉沽市（河北省省辖市，由天津专署代管）。1958年6月划归天津市设区，1959年1月并入宁河县，辖区面积达1470平方公里。1960年3月划归河北省唐山市，复设汉沽市并扩充辖区，隶属唐山专署。1961年6月与宁河县分置，1962年8月复归天津市，撤市设区。
大港在战国初期属齐国，秦朝属巨鹿郡柳县，汉朝属渤海郡章武县，后属河间郡鲁城县。唐朝属沧州乾符县，宋朝乾德四年（966年）并入沧州清池县，区域分属沧州、清州。元朝分属沧州清池县与清州会川县，明朝分属沧州清池县与青州静海县，清朝属沧州与天津府静海、天津县。中华民国时期先后属河北省黄骅县、静海县、天津县。1953年5月撤天津县后，属天津南郊、静海、黄骅。1963年2月设北大港区，1970年2月并入天津南郊区。1979年11月成立大港区。

## 整体开发之前
滨海新区历史上曾是退海之地。

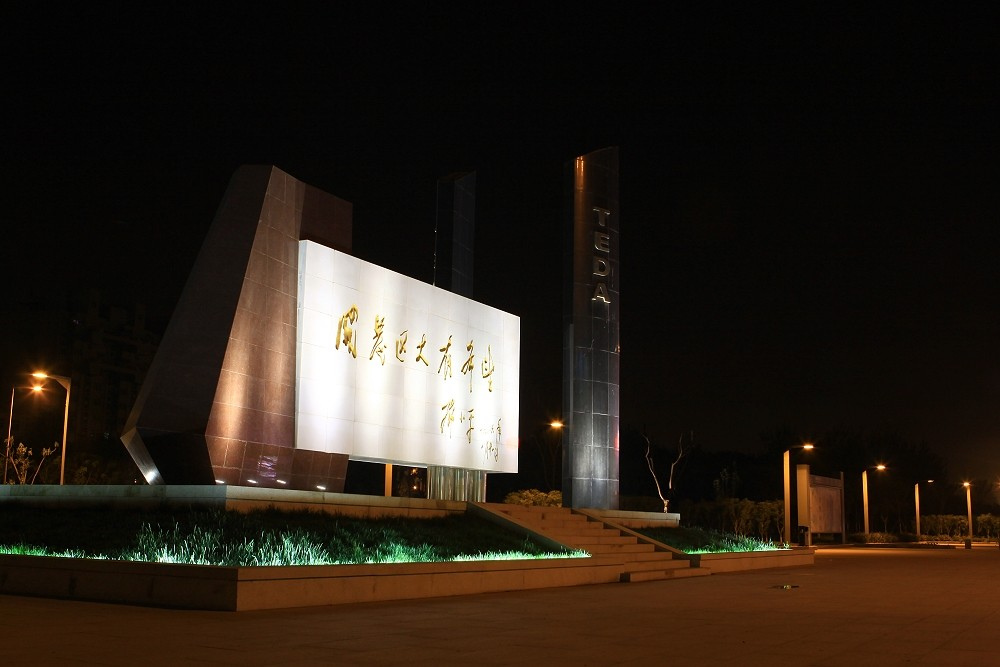
邓小平题词的“开发区大有希望”

1984年3月26日，中共中央书记处和国务院联合召开沿海部分城市座谈会，建议进一步开放天津等14个沿海港口城市，作为中国实行对外开放的一个新的重要步骤。1984年4月13日至4月15日，中国共产党天津市委员会就落实中央关于沿海部分城市座谈会精神的问题召开该年度第一次常委扩大会议。1984年6月21日至6月30日，中共天津市委召开该年度第二次常委扩大会议，重点讨论天津市对外开放和关于天津开发区建设的指导思想和模式。这次会议之后，天津开发区的筹建工作进入了实施阶段。1984年11月，中共中央政治局委员、天津市委书记倪志福、国务委员谷牧先后到天津经济技术开发区选址处进行考察，并批准天津开发区动工建设。1984年12月6日，国务院对《关于天津市贯彻中央十三号文件进一步对外开放的报告》作出重要批复：“同意天津市在原塘沽盐场三分场兴办经济开发区。开发区的地域位置，东起海防路，西至京山线，南到计划修建的高速公路，北靠北塘镇，总面积三十三平方公里。”1984年12月6日，天津经济技术开发区作为第一批国家级经济技术开发区率先在天津东部沿海的盐碱荒滩上建立。
1985年9月20日，国务院特区办公室批复了天津市人民政府的报告，同意对天津开发区地域进行调整。调整后地域界限为东起海防路，西至京山线，北靠北塘镇储潮库，南至新港四号路，面积仍为33平方公里。 
1984年，天津市人民政府上报了《关于天津港管理体制改革试点问题的请示》。5月7日，中共中央、国务院下发《关于天津港实行体制改革试点的批复》，同意天津港自1984年6月1日起至1986年底实行体制改革试点，由中央政府统一管理全国港口的制度改为天津市和交通部双重领导，以天津市领导为主，港口管理逐步政企分开，基层单位独立经营；在财政方面，实行“以收抵支，以港养港”的政策，扩大天津港经营自主权。天津港成为中国第一个下放地方管理的港口。这一改革，有利于建立综合交通运输体系，为旅客、货主、船公司提供全面服务，推动港口由封闭型生产向开放型经营管理转化，同时使港口在基本建设上既可以得到交通部的直接支持，又可在港口与地方关系上得到天津市政府的支持，有利于港口自身的发展和港口与地区经济融合。1986年底试行办法期满前，天津市人民政府向国务院上报了《关于对天津港延长实行“以港养港”办法的请示》，于1986年8月29日得到国务院批复和同意。
1986年8月21日-23日，时任中央军委主席邓小平和国务院总理赵紫阳先后到天津视察天津开发区、天津港等。在视察天津开发区时，邓小平亲笔题写“开发区大有希望”的题词。同时，邓小平指出天津“在港口和市区之间有这么多荒地，这是个很大的优势，我看你们潜力很大。可以胆子大点，发展快点”。邓小平就天津港管理体制改革表示：“天津港下放两年来经济效益显著提高。人还是这些人，地还是这块地，一改革，效益就上来了。无非是给了他们权，其中最重要的是用人权”。

## 天津市战略阶段
1990年4月18日时任国务院总理李鹏在上海宣布开发浦东新区成为国家战略时，滨海新区则完全是天津的“自费革命”，自我命名，自主规划、建设和举全市之力发展的。
1991年5月12日，国务院批准天津港保税区正式设立。1992年，摩托罗拉宣布在天津开发区投资1.2亿美元建设生产基地，成为中国改革开放以来首个外资独资也是外资投资额最大的项目并在社会上引起轰动。
1994年3月，天津市人大十二届二次会议通过决议，决定在天津经济技术开发区、天津港保税区的基础上“用十年左右的时间，基本建成滨海新区”。此后，天津市便开始工业等产业的战略东移，举全市之力打造滨海新区，这也是天津东部沿海的开发区域第一次以“滨海新区”这一整体区域的概念出现。同时，天津市成立了滨海新区建设领导小组。1995年，又增加了滨海新区领导小组办公室的设置，2000年正式组建了滨海新区工委和管委会。天津市政府指定将这片未开发的区域建设成工业发展的热点，并给予其特殊政策和激励机制去达到此项目标。随着发展，滨海新区被期望不断提升整个渤海湾地区及更广区域的经济发展。
2004年两会期间，全国政协天津代表团以全团代表的名义向大会提交了一份《关于恳请国务院批准天津市滨海新区整体发展规划的提案》。2004年4月，全国政协人口资源环境委员会根据两会提案先后两次对滨海新区进行专题调研，撰写了《关于进一步发挥天津滨海新区在振兴环渤海区域经济中的作用》的报告，建议中央政府在规划审批、项目审批、土地利用、财政税收、自由贸易区建设等方面，给予天津滨海新区更灵活、更优惠的政策扶持，带动环渤海地区经济发展。2004年11月，国务院总理温家宝在调研报告上批示：“规划和建设好天津滨海新区，不仅关系天津的长远发展，而且对于振兴环渤海区域经济有着重要作用。”2005年3月1日，全国政协记者通气会上新闻发言人吴建民说，作为2004年全国政协的重点调研成果，关于进一步发挥天津滨海新区作用的报告，受到中央政府高度重视。结束了之前的十余年间，天津在中央历次区域政策调整中未得到过重视和政策支持的局面。

## 国家战略阶段

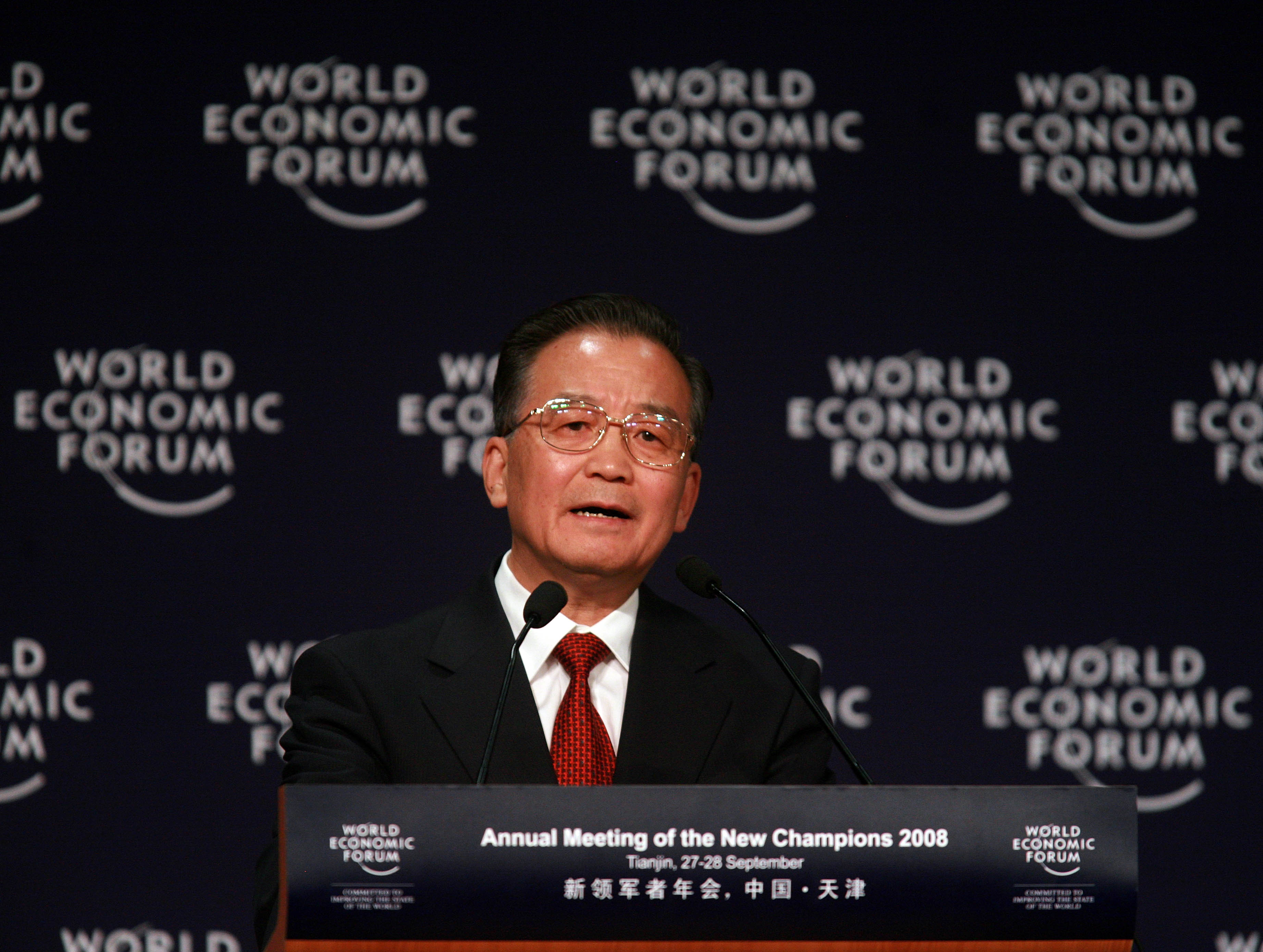
温家宝总理在2008年滨海新区举办的夏季达沃斯论坛上致辞

2005年10月召开的中共十六届五中全会将“推进滨海新区开发开放”写进国家“十一五”规划建议，标志着滨海新区首次被纳入国家整体发展战略，也被解读为中央对天津滨海新区的肯定2006年5月，中国国务院批准天津滨海新区为国家综合配套改革试验区，支持天津滨海新区在企业改革、科技体制、涉外经济体制、金融创新、土地管理体制、城乡规划管理体制、农村体制、社会领域、资源节约和环境保护等管理制度以及行政管理体制等十个方面先行试验重大的改革开放措施。2006年6月，《國務院关于推进天津滨海新区开发开放有关问题的意见》公布，意见指出：“在金融企业、金融业务、金融市场和金融开放等方面的重大改革，原则上可安排在天津滨海新区先行先试。” 2007年11月21日，中国保监会与天津市人民政府联合下发《关于加快天津滨海新区保险改革试验区创新发展的意见》。根据《意见》精神，在保险企业、保险业务、保险市场、保险开放等方面的重大改革创新措施，中国保监会原则上均可以安排在试验区先行先试。2008年3月19日，国务院正式批复《滨海新区综合配套改革试验方案》。

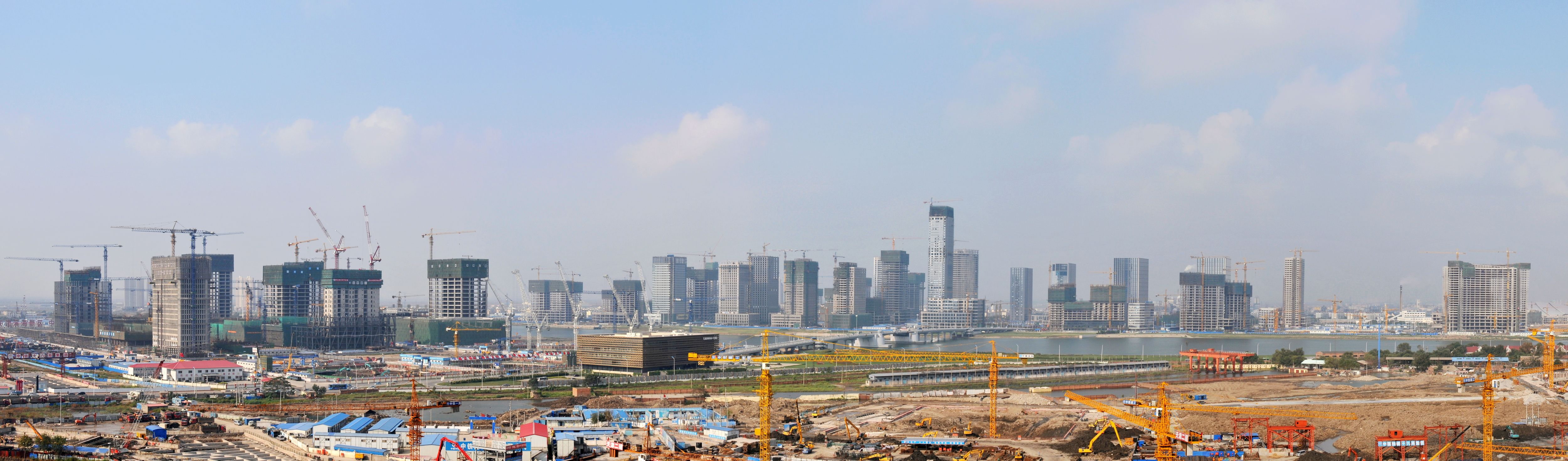
建设中的滨海新区中心商务区

2009年11月9日，国务院批复同意天津市调整行政区划，撤销天津市塘沽区、汉沽区、大港区，设立滨海新区，以原三个区的行政区域为滨海新区的行政区域，标志着滨海新区正式从经济区的概念成为统一协调的行政区。2010年10月，中共十七届六中全会再次将天津滨海新区写进国家“十二五”规划建议，将在国家“十二五”期间“更好发挥天津滨海新区在改革开放中先行先试的重要作用”。2011年5月，国务院批复《天津北方国际航运中心核心功能区建设方案》，同意天津以天津东疆保税港区为核心载体，开展国际船舶登记制度、国际航运税收、航运金融业务和租赁业务四个方面的政策创新试点。
2013年9月，滨海新区进一步精简行政机构，撤销新区下辖的塘沽、汉沽、大港三个城区管委会。同年12月，总理李克强考察天津市时表示国务院定位天津建立第一个综合改革创新区，面积覆盖滨海新区全域，在涵盖上海自贸区全部政策基础上更加开放。随后召开的天津市委十届四次全会上，天津市明确表示将建立投资与服务贸易便利化综合改革创新区列入全面深化改革的第一项任务。2014年12月，国务院决定在天津滨海新区内设立中国（天津）自由贸易试验区。2015年8月，天津瑞海国际物流有限公司的貨櫃碼頭倉庫曾發生劇烈爆炸。